# Sainte-Gemmes
Sainte-Gemmes település Franciaországban, Loir-et-Cher megyében. Lakosainak száma 103 fő (2018. január 1.). Sainte-Gemmes Baigneaux, Boisseau, La Chapelle-Enchérie, Épiais, Faye, Oucques és Selommes községekkel határos.

## Népesség
A település népessége az elmúlt években az alábbi módon változott:
| Lakosok száma | 154  | 140  | 133  | 109  | 86   | 101  | 102  | 101  | 102  | 103  |
|               | 1968 | 1975 | 1982 | 1990 | 1999 | 2011 | 2013 | 2015 | 2017 | 2018 |